# Siatka stożkowa

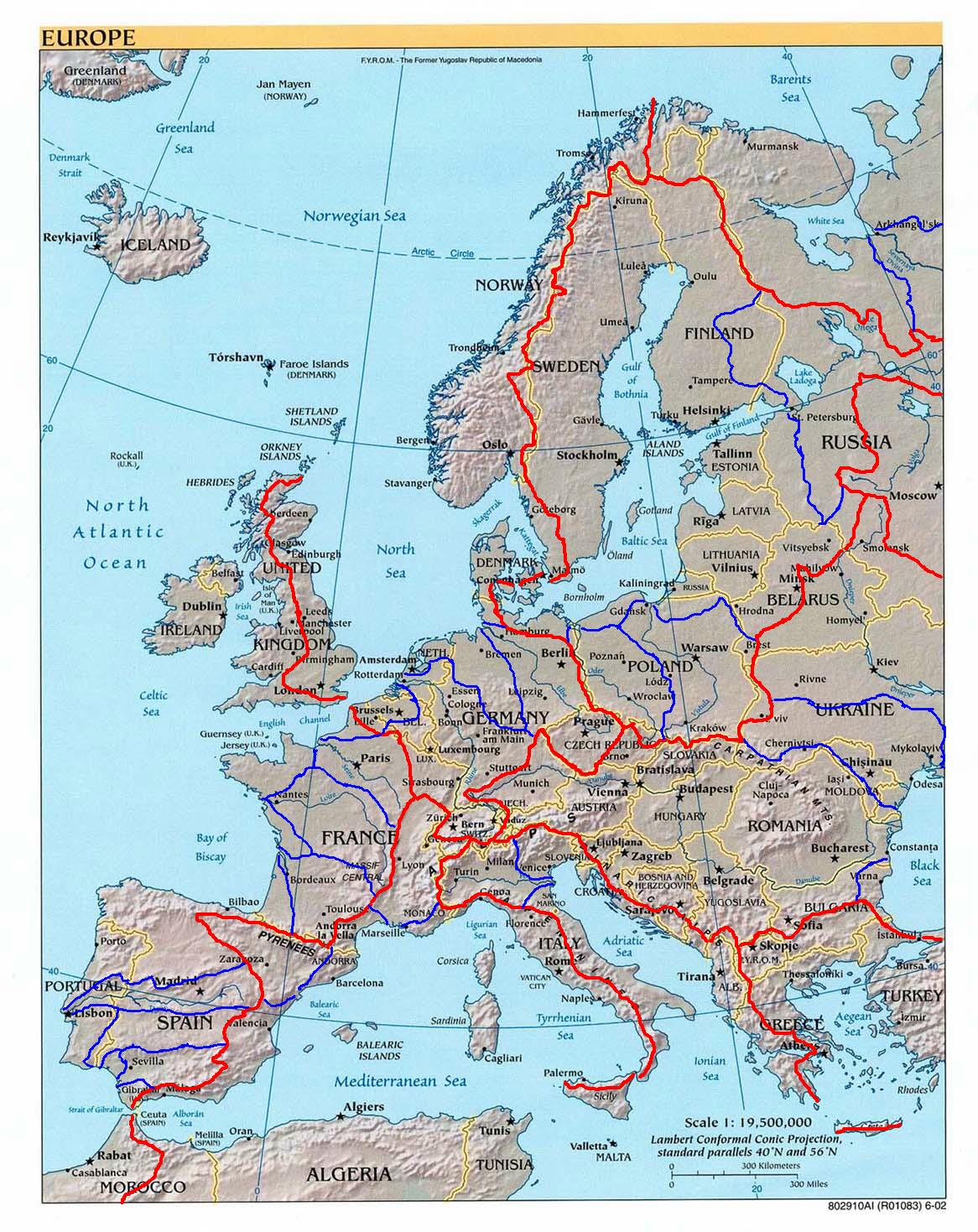
Mapa Europy w odwzorowaniu stożkowym (Dorzecza rzek Europy)

Siatka stożkowa – powstałe w wyniku rzutowania siatki geograficznej na pobocznice stożka stycznego wzdłuż jednego lub dwóch równoleżników. Służą do przedstawiania średniej szerokości geograficznej. Biorąc pod uwagę położenie powierzchni rzutowania względem Ziemi wyróżniamy odwzorowania: normalne, poprzeczne, ukośne.

## Odwzorowanie elementów siatki geograficzne na siatce kartograficznej
- Półkula - tylko jedna teoretycznie da się odwzorować drugą jednakże będzie bardzo zniekształcona.
- Biegun (północny) - Jako łuk (w przypadku siatki siecznej w której jeden z punktów sieczności jest na biegunie jak punkt
- Południki - Jako pęk odcinków wychodzący ze środka koła, którego wycinkiem jest mapa.
- Równoleżniki - Jako łuki okręgów współśrodkowych.

## Zastosowanie
Siatka jest stosowana do map kontynentów i państw leżących na średniej długości geograficznej np. Europa, Azja, Ameryka Północna, Polska, Rosja.